# 十日町市立川西中学校
十日町市立川西中学校（とおかまちしりつ かわにしちゅうがっこう）は、新潟県十日町市霜条に所在する市立中学校。通称は「川中」（かわちゅう）。

## 概要
1961年に開校。全校生徒数112名（1年29名・2年44名・3年39名、令和4年5月1日現在）。かつては現在の校区全体で生徒数1000人を数えた時代もあった。
山間地域のため全校生徒の約3割がバス通学を行っており、バスの運行は学校専用バス1台と越後交通1台が共同で行っている。

## 沿革
- 1961年4月 - 川西町立千手中学校・川西町立上野中学校を統合し川西町立川西中学校として開校。
- 1971年4月 - 川西町立橘中学校を併合。
- 1975年4月 - 川西町立仙田中学校・川西町立白倉中学校を併合。全町唯一の中学校となる。
- 2005年4月 - 川西町と十日町市の合併に伴い現校名に改称。

## 教育方針

### 教育目標
- 「より高い価値をもとめ、たくましく実践する生徒」

## 学校行事
- 前期生徒総会（1学期5月）
- 後期生徒総会（3学期2月）
- 体育祭（9月第2土曜日）
- 文化祭（10月第4土曜日～2日間）
- 球技大会（12月中旬）
- 修学旅行（3年次4月）

2003年度ごろまでは京都・大阪へ行っていたが、最近では北海道が定例となっている。
2012年より京都・大阪へ復帰。

## 校歌
- 十日町市立川西中学校校歌
  - 作曲　團伊玖磨
  - 作詞　堀口大学

## 部活動

### 現在の部活動
- 陸上部
- 野球部
- 卓球部
- クロスカントリースキー部(冬季限定)
- バレーボール部(女子)
- 吹奏楽部

### 過去に存在した部活動
- 剣道部
- 美術部
- 体操部
- 柔道部
- 水泳部
- 科学部
- 家庭部
- 男子テニス部
- 女子卓球部
- ボランティア部
- バスケットボール部
- ソフトテニス部

## 校舎
普通教室棟・連絡棟・特別教室棟の3つと市営（市が直接管理している）の体育館から構成されている。

### 普通教室棟
各学年の教室および音楽室、保健室がある。購買（制服のリボンや筆記用具を置いていた）などもあったが今は使われていない。また、普通教室棟に併設する形で市営の給食センター（旧川西町給食センター）がおかれており、全校生徒合同で給食を摂る事ができるランチルームへ直接給食が搬入されている。

### 連絡棟
生徒玄関、職員（来客用）玄関、職員室、図書室、放送室などがある。普通教室棟と体育館をつなぐ形で位置している。校舎の正面部分。

### 特別教室棟
体育館のみに繋がっており、木工室、金工室、美術室、第1理科室、第2理科室などがある(現在は撤去されており、普通教室棟と一体化)。また、過去に結核病患者の隔離施設として使用されていたという説があるが、その様な事実は一切無い。

### 体育館
原則として、体育館施設そのものは十日町市の直轄施設である。
1階部分がピロティとなっており、屋内練習場や運動部(野球部、陸上部、テニス部など)の部室も併設されている。
2階部分にはホールやロビーがありホールには吊り下げ式のバスケットコートがある。部活動時間には、主に校舎側半面をバレーボール部、特別教室棟側をバスケットボール部が練習に使用している。ロビーにはトイレや冷水機などがある。
ステージの奈落部分は引き出し式のパイプ椅子収納になっており、ホール1/3面分ほど引き出すことが可能で、式典時に使用する。
3階部分はギャラリーになっている。1周約150メートル。部活時間には、吹奏楽部（肺活量のトレーニングとして）、冬季のみ陸上部、稀に卓球部が活動している。北側角にミキサーのある放送室がある。

### その他
特別教室棟(現在は撤去)の脇にプール（2009年に撤去）が置かれているが、一切使用されていない。

## 通学区域
#外部リンクを参照。

### 進学前小学校
- 十日町市立千手小学校
- 十日町市立上野小学校
- 十日町市立橘小学校

## 交通
- 越後交通（小千谷＝川西＝十日町線） 観音様入口 徒歩1分

## 著名な出身者
- 平野壮弦（書家）
- 田口直人（政治家、旧川西町長、前十日町市長）